# FUNKY BUT CHIC
『FUNKY BUT CHIC』（ファンキー・バット・シック）は、フィロソフィーのダンスのファースト・アルバム。2016年11月23日にPHILOSOPHY OF THE WORLDより発売された。

## 背景
数々のアーティストを発掘してきた加茂啓太郎が、これからあるべきアイドルグループをプロデュースするためにオーディションを繰り返し2015年7月に結成。これまで2枚の会場限定シングルと3枚の配信限定パッケージ発表を経てリリースされた、グループにとって初の一般流通作品となるファースト・アルバム。グループのコンセプトでもある“FUNKY BUT CHIC”をキーワードを掲げた本作は、同じく加茂が後見する寺嶋由芙のアルバムでも活躍していた宮野弦士を中心に、「オール・ウィー・ニード・イズ・ラブストーリー」「アイム・アフター・タイム」「告白はサマー」といった既発曲や「すききらいアンチノミー（ニュー・ボーカル・バージョン）」など、R&BやEDMを取り込んだダンス・トラック全10曲を収録。
本作で10曲中7曲の作曲と（野戸久嗣との共編曲2曲を含む）全曲の編曲を手掛けている宮野と会った経緯を、加茂は「最初からダンスミュージック、黒っぽいもの（は頭にあって）、通常のアイドルソングみたいのはやろうとは思ってなかったです。ただヤマモト（ショウ）くんもニューウェーブ出身だから、いまひとつ黒っぽくならないな、みたいなジレンマを抱えているところに、たまたま宮野くんを“10年後、冨田恵一になるかも”って紹介されて」とし、「宮野くんには70〜80年代の音楽は殆ど説明しなくていいです」とも答えている。また、メンバーの日向ハルも「最初コンセプトゼロでした。宮野さんに始めて会ったのも初ライブの日だったし、最初の頃の曲は（作詞担当の）ヤマモトショウさんが書いた曲だったし、こういう系統（ブラックミュージック系）になったのも4曲目（『すききらいアンチノミー』）からです」と言い、リーダーの奥津マリリも「“いい音楽をうたう”っていうコンセプトは最初にあったんですけど、しっかりとした方向性という感じではなかったですね。初期にいただいた曲も“いい曲だな〜”と思ってたんですけど。『すききらいアンチノミー』で、加茂さんも“これだ”となったのか、グループとしての方向性がしっかりと決まりました」と答えている。

## 音楽性、作曲、構成
アルバム・タイトルの“FUNKY BUT CHIC”の意味について、加茂は「ファンキーだけどシック、そのままの意味ですね」とし、元ネタはニューヨーク・ドールズ（New York Dolls）の元メンバー、デイヴィッド・ヨハンセン（David Johansen）のファースト・ソロ・アルバムの1曲目のタイトルからだと答えている。また、本作はブラック・ミュージックのエッセンスでまとめられているので、ロックっぽい「パラドックスがたりない」のような曲は外されている。
アルバムについて、リリース前のインタビューで佐藤まりあは「この一枚を聴けば、今のフィロソフィーのダンスが全部わかると思うので、これを機にたくさんの人に聴いてもらいたいと思うし、ライヴに足を運んでもらいたいですね。そういう意味でも“名刺代わり”になるような一枚ができたので嬉しいです。あと、初めてCDショップに並ぶんですよ。なのですごいワクワクします。自分たちの姿が載ったジャケットがCDショップに置かれることが不思議というか、嬉しいです」、十束おとはは「まだ発売されていないので、楽しみな気持ちでいっぱいです。一年間頑張ってきたみんなの結晶みたいなものが一枚のアルバムになって全国に出荷されていくのって、たぶん巣立っていく子供を見守る親のような、“どうか幸せにしてやってください”っていう気持ちでいっぱいです」「そうそう無いことですから。頑張りが結晶となって、しかもそれに価値が付く。それを買ってくれる人がいる。それが本当に嬉しいので。“幸せになれよ!”って気持ちです」とそれぞれ答え、奥津は「このアルバムを聴いた時に改めて“このグループが好きだな”と思ったんです。ファンの人も私たちのことを好きでいてくれるんですけど、たぶん私たちの方が自分たちのことを愛してるぞ、って思うぐらい“あ、いいアルバムだな”“いい声だな”“いい歌い方だな”って思っていて。曲もいろんな曲があるんですけど、4人別々の声で、それぞれに特徴があって、それぞれのメンバーの“ここの部分のこの歌詞がいいんだよ!”って、みんなに言って回りたいぐらい、曲ごとにフレーズごとにたくさんいい所があるので、一秒一秒、ワンフレーズワンフレーズ、全部聴き逃さないように聴いて欲しいです」と話し、日向も「今までの1年3か月ぐらいの活動の中で歌ってきた曲がほとんど入っていて、自分たちらしい曲が全て収録されているので。ウチらって曲が出来てすぐ録っているので、最初の頃から比べると成長が感じられると思うんですよ。今回撮り直している曲もあるんですよね。これまでの1年3か月が詰まってる。そういうアルバムになったな、と。あと、全国流通って、小さな夢の一つだったので、CDショップに自分のCDが置かれているのって、自分のバンド時代には無かったことなので、すごいありがたいことだなと思います。アイドルのライヴに足を踏み入れることができない人も手に取ってもらえる——幅広い人に聴いてもらって、幅広い層にファンになってもらえたらいいなと思いますね」と、それぞれ答えている。
そして、メンバーそれぞれのお気に入りの曲については、佐藤が「宴会芸みたいな感じの振りが入ってたりとか、筋肉を強調したダンスが入ってたりとか、ダンスも面白いんです」「サビでは一人ずつ歌っているので、同じサビでもちょっと違ったサビ、個性のあるサビになっている」との理由で「コモンセンス・バスターズ」を、十束が「4人の魂というか、生霊みたいなものが込められていて、すごいパワーが漲ってるんですよ。一人一人の声の個性もわかりやすいですし、一年やってきた中での覚悟というか、これから突っ走っていくぞ、というような気合いが入っている一曲なので、幕開けにも相応しいし」ということで「アイドル・フィロソフィー」を、それぞれ挙げている。さらに、奥津は「まずは歌詞をいただいた時に“これ正気か!?”と思って。“これのどこが哲学なんだ!?”って。“何これ?私たちの行く末はどうなってしまうんだろう?”って思ったんですけど、結局、曲と歌詞とダンスとが相俟った時に、すごいしっくり来て!ライヴでも一緒に踊れるような曲で、みんながすごい笑顔になってくれる曲なんです。歌詞もストレートで、“好感度あげたい”“一番になりたい”っていう曲をポップにバカっぽく歌ってるのがすごい好きです。ライヴでやるのがすごい楽しいです!テンション上がります!」という理由で「好感度あげたい!」を挙げており、日向は「アルバムの音源納品直前に自分のパートを録り直させていただいて。というのも、いつもレコーディングは曲ができてすぐにやるんですけど、ライヴを重ねていくうちに、この曲は自分でも分かるぐらいに良くなっていったんですね。そしたら、加茂さんもそう思っていて“じゃあ、録り直そうか”という話になって。けっこうギリギリに録り直したんですが、ライヴの“圧”そのままって感じになりました。サビのところとか。あと、ダンスがカッコいい曲なので、イントロのダンスも好きだし、間奏もダンスソロがあるんですけど、アクティヴでアグレッシヴな曲になっていて楽しいから好きです」ということで「VIVA運命」を挙げ、さらに自身のソロ曲「いつか大人になって」も聴いて欲しいと答えている。

## アートワーク、パッケージ
CDアルバムは、LPレコードの装丁を模した帯付き紙ジャケットにCDと、宗像明将によるライナーノーツと歌詞の小冊子を封入。CDはレコードのドーナツ盤のような赤と黒のデザイン。また、メンバーの写真はジャケットの表裏にそれぞれ各1枚となっている。

## 評価
RHYMESTER宇多丸は、雑誌『BUBKA』での連載「マブ論」にて、「チョッパーベースの多用に象徴的な、文字通り“ファンキー”なダンスチューンを主軸に、ソウルフルなミッドテンポ・ダンサーからモータウン調までを含む、広い意味での“ブラック・ミュージック感”が基調となっているのは確かなのですが、それらをあくまで、日本型アイドル流の再解釈として提示してみせる、この一種クールなスタンス、距離感こそ、まさしく“当連載的ツボ”の真髄そのもの」「ヤマモトショウ作詞、宮野弦士作・編曲というシフトを中心とした楽曲の良さは言わずもがな。（中略）言わば“シック”寄りなナンバーが大変魅力的に仕上がっていたのは、まさにアルバムならではの喜び。当然のごとく、正真正銘“余裕の年間ベスト級”」と評している。

## 収録曲
| PROGRAMMING & ALL INSTRUMENTS : 宮野弦士 TRACK 2, T.SAX : 十河由乃 Under License of Sony Music Entertainment(Japan)Inc. Except Track 3&10 Under License of Universal Music LLC |                                                  |                             |           |                     |       |
| # | タイトル                                         | 作詞                        | 作曲      | 編曲                | 時間  |
| 1. | 「アイドル・フィロソフィー」                     | ヤマモトショウ              | 宮野弦士  | 宮野弦士            | 4:31  |
| 2. | 「アイム・アフター・タイム」                     | ヤマモトショウ              | 宮野弦士  | 宮野弦士            | 3:33  |
| 3. | 「オール・ウィー・ニード・イズ・ラブストーリー」 | ヤマモトショウ              | 宮野弦士  | 宮野弦士            | 3:13  |
| 4. | 「好感度あげたい!」                              | ヤマモトショウ              | 宮野弦士  | 宮野弦士            | 3:50  |
| 5. | 「いつか大人になって」                           | ヤマモトショウ              | 宮野弦士  | 宮野弦士            | 4:38  |
| 6. | 「コモンセンス・バスターズ」                     | ヤマモトショウ              | 野戸久嗣  | 宮野弦士 & 野戸久嗣 | 3:38  |
| 7. | 「告白はサマー」                                 | ヤマモトショウ              | 宮野弦士  | 宮野弦士            | 4:19  |
| 8. | 「VIVA運命」                                     | ヤマモトショウ              | 芦沢和則  | 宮野弦士            | 3:44  |
| 9. | 「バイバイよりも」                               | 加茂啓太郎 & ヤマモトショウ | 野戸久嗣  | 宮野弦士 & 野戸久嗣 | 3:45  |
| 10. | 「すききらいアンチノミー」                       | ヤマモトショウ              | 宮野弦士  | 宮野弦士            | 4:24  |
| 合計時間: | 合計時間:                                        | 合計時間:                   | 合計時間: | 合計時間:           | 39:35 |

## スタッフ・クレジット
- フィロソフィーのダンス
  - 奥津マリリ
  - 佐藤まりあ
  - 日向ハル
  - 十束おとは

- All Produced by 加茂啓太郎
- Recorded by 宮野弦士, ヤマモトショウ & 井上勇司
- At Cross Road Studio & Apriori Studio

- Mixed by 宮野弦士
- Mastered by 渡辺修一

- Art Direction – 北谷祥大
- Graphi Design – 斎藤春樹
- Photograph – エリザベス宮地
- Hair & Make – 小池めぐみ
- Cloths – GOD

- Management – 初見翔平
- Sales Promotion – 青笹伸（ステレオ）
- Coodination – 水谷禎志
- Label Producer – 中村収
- Executive Producer – 山本眞太郎

- Special Thanks
  - 岡本晃弦
  - ミキティー本物
  - メイプルハウス
  - Asian Dream inc.
  - 木部数也
  - 宗像明将

## Funky but Chic(with Bonus Track)

### 解説
2017年3月1日には、CD版『FUNKY BUT CHIC』全曲に“ボーカル・オフ・バージョン”3曲をボーナス・トラックとして加えた全13曲が『Funky but Chic(with Bonus Track)』として、各配信サイトで配信リリースされた。

### 収録曲
| #   | タイトル                                                   | 作詞 | 作曲     | 編曲                | 時間 |
| --- | ---------------------------------------------------------- | ---- | -------- | ------------------- | ---- |
| 11. | 「アイドル・フィロソフィー（ボーカル・オフ・バージョン）」 |      | 宮野弦士 | 宮野弦士            | 4:31 |
| 12. | 「コモンセンス・バスターズ（ボーカル・オフ・バージョン）」 |      | 野戸久嗣 | 宮野弦士 & 野戸久嗣 | 3:38 |
| 13. | 「VIVA運命（ボーカル・オフ・バージョン）」                 |      | 芦沢和則 | 宮野弦士            | 3:44 |

## リリース日一覧
| 地域 | リリース日     | レーベル                            | 規格                   | カタログ番号 | 備考                              |
| ---- | -------------- | ----------------------------------- | ---------------------- | ------------ | --------------------------------- |
| 日本 | 2016年11月23日 | PHILOSOPHY OF THE WORLD             | CD                     | UXCL-100     | 全10曲                            |
| 日本 | 2017年3月1日   | Sony Music Entertainment(Japan)Inc. | デジタル・ダウンロード |              | 全13曲 通常音源 (AAC 128/320kbps) |